# Петунов, Валентин Васильевич
Валентин Васильевич Петунов (30 мая 1924, Кременчуг — 2 ноября 2010, Евпатория, АР Крым) — советский партийный деятель. Первый секретарь Евпаторийского городского комитета КПУ (1967—1980).

## Биография
Родился 30 мая 1924 года в городе Кременчуг Полтавской области.
В июле 1942 года был призван и направлен во 2-е Ульяновское танковое училище, командовал танковым взводом 259-го отдельного танкового полка, участвовал в боях в составе Воронежского и 2-го Украинского фронтов. В октябре 1943 года получил тяжелое ранение и после длительного лечения выписан из госпиталя в 1944 году. Был уволен из армии в декабре 1945 года. Подполковник запаса.
По гражданской специальности — инженер-строитель. После войны работал на различных должностях. Инструктор отдела строительства Крымского обкома КПУ. В августе 1962 года был избран вторым секретарем Евпаторийского горкома Компартии Украины, а в январе 1967 года стал первым секретарем городского комитета КПСС. На должности проработал вплоть до выхода на пенсию в 1980 году после разногласий с первым секретарем Крымского обкома В. С. Макаренко. За годы его руководства площадь Евпатории увеличилась более чем на 30 %, население с 42 тысячи до 120 тысяч горожан, число санаториев и домов отдыха с 30 до 102. В. В. Петунов девять раз избирался депутатом евпаторийского городского совета.
Оставался в рядах Коммунистической партии после развала СССР. Исключен из партии в 1994 году в связи с несогласованным голосованием на выборах городского главы (проголосовал за А. П. Даниленко, вместо кандидата коммунистов Юрия Корнилова).
Инвалид 2-й группы. Персональный пенсионер союзного значения. Издал книгу мемуаров; Петунов В. В. Евпатория - судьба моя : Воспоминания. Годы 1961-1980. — Евпатория, 1998.
Умер 2 ноября 2010 года. Похоронен на Старом кладбище Евпатории.

## Награды
- медаль «За победу над Германией в Великой Отечественной войне 1941—1945 гг.» (1945),
- медаль «За боевые заслуги» (6.11.1947),
- орден Отечественной войны I степени (6.04.1985),
- орден «Знак Почета»,
- орден Трудового Красного Знамени,
- медали
- Почетный гражданин Евпатории (3 апреля 1995)[4]
- Премия им. С. Э. Дувана[2].